# Inopsis modulata
Inopsis modulata är en fjärilsart som beskrevs av Edwards 1884. Inopsis modulata ingår i släktet Inopsis och familjen björnspinnare. Inga underarter finns listade i Catalogue of Life.